# ヒスパニア・ウルテリオル

紀元前197年のイベリア半島
橙がヒスパニア・キテリオル
緑がヒスパニア・ウルテリオル

ヒスパニア・ウルテリオル（ラテン語: Hispania Ulterior）は、ヒスパニアに置かれたローマ帝国の属州のひとつ。

## 地理
「向こう側のヒスパニア」「遠いほうのヒスパニア」を意味する。大まかには今日のグアダルキビール川流域であり、主都はコルドゥバ（現在のコルドバ）だった。カルタゴ・ノバより北にはヒスパニア・キテリオルがあり、ヒスパニア・キテリオルは「こちら側のヒスパニア」を意味する。

## 歴史

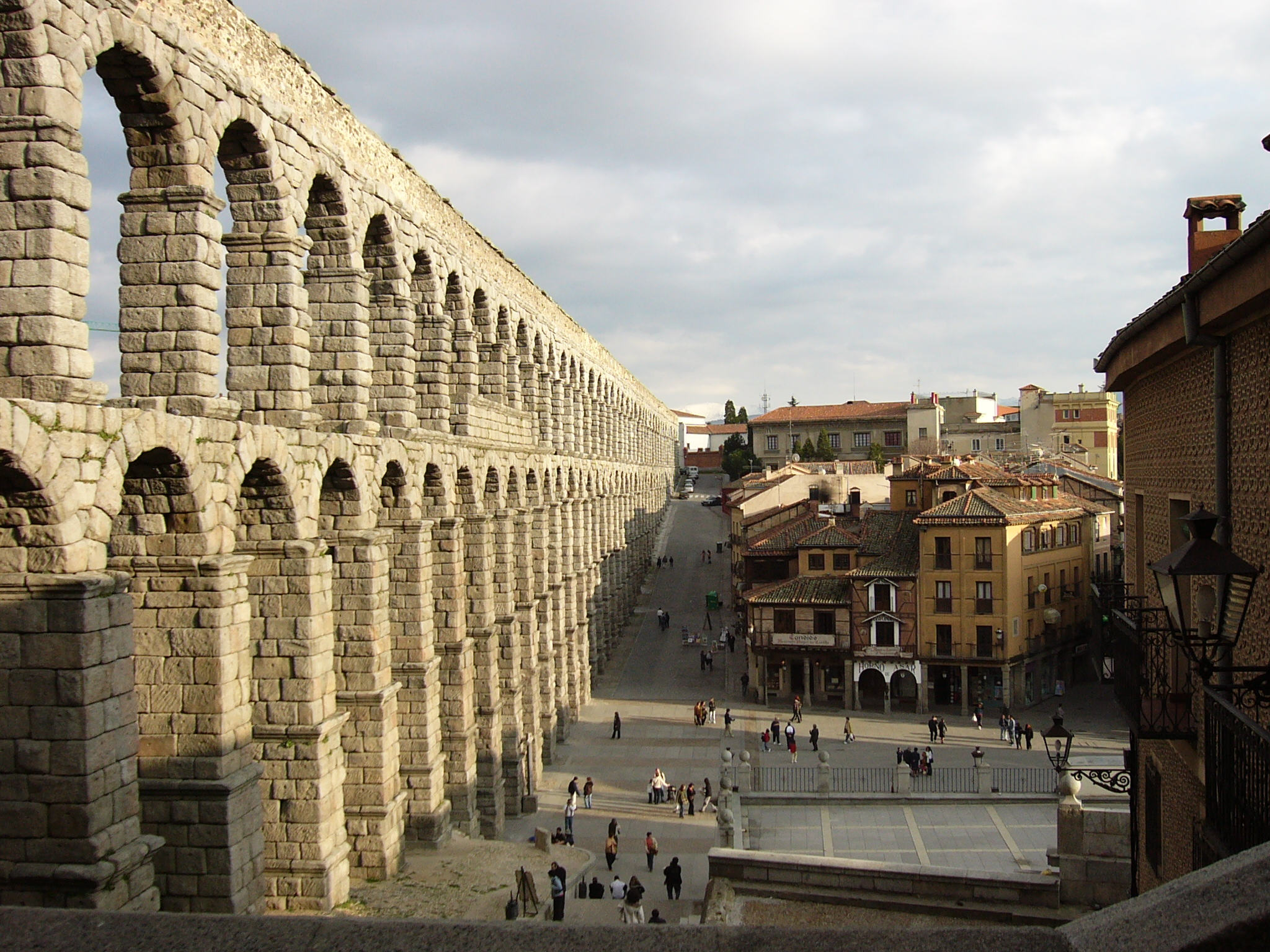
セゴビアの水道橋

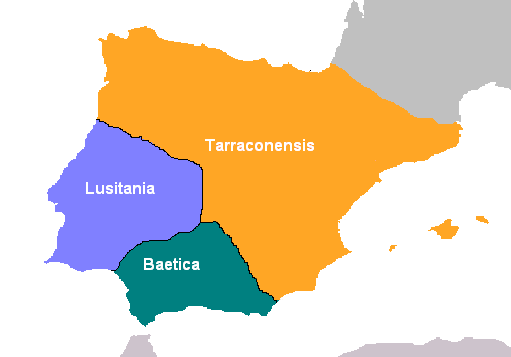
アウグストゥスによる属州再編後のヒスパニア

第二次ポエニ戦争中の紀元前209年、大スキピオはイリッパの戦いでカルタゴ人に勝利し、手中に収めた町をカルタゴ・ノヴァ（現在のカルタヘナ）と命名した。このローマ軍の勝利により、ローマはカルタゴ人のヒスパニア南部での進軍を阻み、エブロ川までのイベリア半島地中海岸を手に入れた。第二次ポエニ戦争終結から4年後の紀元前197年には、ヒスパニア・キテリオルとヒスパニア・ウルテリオルという2つの属州が設立された。
紀元1世紀末、アウグストゥスはヒスパニアの属州を再編成した。ヒスパニア・ウルテリオルをヒスパニア・バエティカと改称し、ヒスパニア第3の属州としてヒスパニア・ルシタニアを新設した。